# Roger Kumble
Roger Kumble (Harrison, 1966. május 28. –) amerikai filmrendező, forgatókönyvíró, drámaíró és producer.

## Élete és pályafutása
Pályafutását 1993-ban kezdte színpadi darabok írásával, debütáló szerzeménye a Pay or Play volt. Második műve, az 1997-ben David Schwimmer főszereplésével bemutatott D Girl négy Drama-Logue Awardot nyert.
A mozivásznon 1999-ben debütált Kegyetlen játékok című romantikus drámájával. A film Pierre Choderlos de Laclos Veszedelmes viszonyok című regényének New Yorkban játszódó, modernkori újragondolása. Egy évvel később a Kegyetlen játékok második részét készítette el. 
A 2000-es évek elejétől olyan (romantikus) filmvígjátékokat rendezett, mint az Édes kis semmiség (2002), a Csak barátok (2005) és a Tan-túra (2008). 2010-től a Drágán add a rétedet (2010) és a Szerelem első vendéglátásra (2019) című rendezésekkel folytatta a sort. Az évtized során televíziós rendezéseket is vállalt, egyebek mellett a Hazug csajok társasága és a Briliáns elmék epizódjaiban.
2020-ban Anna Todd írónő regényéből rendezte meg a Miután összecsaptunk című romantikus filmdrámát. 2023-ban ismét egy adaptációt vállalt el, ezúttal Jamie McGuire azonos című művét vitte filmvászonra. A Gyönyörű sorscsapás Dylan Sprouse és Virginia Gardner főszereplésével készült. 2024-ben a folytatást is megrendezte, Gyönyörű esküvő címmel.

## Filmográfia

### Film
| Év   | Magyar cím                  | Eredeti cím                    | Feladatkör | Feladatkör | Feladatkör |
| Év   | Magyar cím                  | Eredeti cím                    | Rendező    | Író        | Producer   |
| ---- | --------------------------- | ------------------------------ | ---------- | ---------- | ---------- |
| 1994 |                             | Unveiled                       | Nem        | Igen       | Nem        |
| 1995 | Töketlenek                  | National Lampoon's Senior Trip | Nem        | Igen       | Nem        |
| 1998 | Provokátor                  | Provocateur                    | Nem        | Igen       | Nem        |
| 1999 | Kegyetlen játékok           | Cruel Intentions               | Igen       | Igen       | Nem        |
| 2000 | Kegyetlen játékok 2.        | Cruel Intentions 2             | Igen       | Igen       | Vezető     |
| 2002 | Édes kis semmiség           | The Sweetest Thing             | Igen       | Nem        | Nem        |
| 2005 | Csak barátok                | Just Friends                   | Igen       | Nem        | Nem        |
| 2008 | Tan-túra                    | College Road Trip              | Igen       | Nem        | Nem        |
| 2010 | Drágán add a rétedet        | Furry Vengeance                | Igen       | Nem        | Nem        |
| 2019 | Szerelem első vendéglátásra | Falling Inn Love               | Igen       | Nem        | Nem        |
| 2020 | Miután összecsaptunk        | After We Collided              | Igen       | Nem        | Nem        |
| 2023 | Gyönyörű sorscsapás         | Beautiful Disaster             | Igen       | Igen       | Igen       |
| 2024 | Gyönyörű esküvő             | Beautiful Wedding              | Igen       | Igen       | Igen       |

Színészként
| Év   | Magyar cím           | Eredeti cím        | Szerep       | Megjegyzések                 |
| ---- | -------------------- | ------------------ | ------------ | ---------------------------- |
| 1994 |                      | Unveiled           | Ned          |                              |
| 1996 | Bárbarátok           | Swingers           | partivendég  | stáblistán nincs feltüntetve |
| 2000 | Kegyetlen játékok 2. | Cruel Intentions 2 | limuzinsofőr | stáblistán nincs feltüntetve |

### Televízió
| Év        | Magyar cím                                | Eredeti cím                             | Megjegyzések                                             |
| --------- | ----------------------------------------- | --------------------------------------- | -------------------------------------------------------- |
| 2003      | Változó idők                              | Out of Order                            | 1 epizód                                                 |
| 2008–2009 | Kath és Kim                               | Kath & Kim                              | 2 epizód                                                 |
| 2011      | Törtetők                                  | Entourage                               | 1 epizód                                                 |
| 2012      | Ringer – A vér kötelez                    | Ringer                                  | 1 epizód                                                 |
| 2012      | Simlisek                                  | Breaking In                             | 1 epizód                                                 |
| 2012      | Túlképzetlenek                            | Underemployed                           | 2 epizód                                                 |
| 2012–2017 | Hazug csajok társasága                    | Pretty Little Liars                     | 5 epizód                                                 |
| 2013      | Bosszú                                    | Revenge                                 | 1 epizód                                                 |
| 2013      |                                           | Twisted                                 | 1 epizód                                                 |
| 2013      | A nagy svindli                            | White Collar                            | 1 epizód                                                 |
| 2013      | Kettős ügynök                             | Covert Affairs                          | 1 epizód                                                 |
| 2013–2019 | Briliáns elmék                            | Suits                                   | 12 epizód                                                |
| 2014      | Túlélni Jacket                            | Surviving Jack                          | 1 epizód                                                 |
| 2014      | A Goldberg család                         | The Goldbergs                           | 1 epizód                                                 |
| 2014      | Ketten jegyben                            | Marry Me                                | 1 epizód                                                 |
| 2015      |                                           | Hindsight                               | 1 epizód                                                 |
| 2015      |                                           | Complications                           | 1 epizód                                                 |
| 2015      | Stitchers – Az összefűzők                 | Stitchers                               | 1 epizód                                                 |
| 2015      |                                           | The Mindy Project                       | 1 epizód                                                 |
| 2016      | Veszélyes tanerők                         | Those Who Can't                         | 1 epizód                                                 |
| 2016      |                                           | Cruel Intentions                        | eladatlan próbaepizód forgatókönyvíró és vezető producer |
| 2017–2018 |                                           | Famous in Love                          | 3 epizód vezető társproducer                             |
| 2018      | Életre ítélve                             | Life Sentence                           | 1 epizód                                                 |
| 2019      | Hazug csajok társasága: A perfekcionisták | Pretty Little Liars: The Perfectionists | 2 epizód                                                 |

## Fordítás
- Ez a szócikk részben vagy egészben  a   Roger Kumble című angol Wikipédia-szócikk ezen változatának fordításán alapul.  Az eredeti cikk szerkesztőit annak laptörténete sorolja fel. Ez a jelzés csupán a megfogalmazás eredetét és a szerzői jogokat jelzi, nem szolgál a cikkben szereplő információk forrásmegjelöléseként.